# Daniel Tudor
Daniel Ovidiu Tudor (n. 1 iunie, 1974 în Alexandria, Teleorman) este un jucător român de fotbal, în prezent legitimat la Juventus București, unde este și antrenorul de portari al echipei. Joacă pe postul de portar.

## Performanțe internaționale
A jucat pentru Unirea Urziceni în grupele UEFA Champions League 2009-10, contabilizând 1 meci și reușind să pareze o lovitură de la 11 metri, împotriva echipei scoțiene Glasgow Rangers, meci disputat la Glasgow, pe stadionul Ibrox, terminat cu scorul 1-4.

## Titluri
| Sezon   | Club            | Titlu  |
| ------- | --------------- | ------ |
| 2008-09 | Unirea Urziceni | Liga I |